# Megalophanes brachycornis
Megalophanes brachycornis is een vlinder uit de familie zakjesdragers (Psychidae). De wetenschappelijke naam van deze soort is voor het eerst geldig gepubliceerd in 1956 door Kozhantshikov.
De soort komt voor in Europa.